# (9326) Ruta
Pour les articles homonymes, voir Ruta (homonymie).
(9326) Ruta est un astéroïde de la ceinture principale.

## Description
(9326) Ruta est un astéroïde de la ceinture principale. Il fut découvert le 26 septembre 1989 à La Silla par Eric Walter Elst. Il présente une orbite caractérisée par un demi-grand axe de 2,79 UA, une excentricité de 0,04 et une inclinaison de 5,3° par rapport à l'écliptique.

## Compléments